# Basketball-Ozeanienmeisterschaft der Damen 1985
Die Basketball-Ozeanienmeisterschaft der Damen 1985, die vierte Basketball-Ozeanienmeisterschaft der Damen, fand zwischen dem 12. und 15. September 1985 in Melbourne, Australien statt, das zum dritten Mal die Meisterschaft ausrichtete. Gewinner war der Gastgeber, der zum vierten Mal den Titel erringen konnte. In der Serie konnte Neuseeland mit 2:0 Siegen geschlagen werden. Da die Serie nach zwei Spielen entschieden war, wurde auf Spiel drei verzichtet.

## Teilnehmende Mannschaften
Australien

 Neuseeland

## Modus
Gespielt wurde in Form einer Best-of-Three Serie. Die Mannschaft, die zuerst zwei Siege erringen konnte, wurde Basketball-Ozeanienmeister der Damen 1985. 

## Ergebnisse
|                                        |  | Australien | 63 – 36 | Neuseeland |  |
| Punkte pro Halbzeit: 32 : 21, 31 : 15. |  |            |         |            |  |
|                                        |  |            |         |            |  |
|                                        |  |            |         |            |  |

|                                        |  | Australien | 62 – 43 | Neuseeland |  |
| Punkte pro Halbzeit: 31 : 25, 31 : 18. |  |            |         |            |  |
|                                        |  |            |         |            |  |
|                                        |  |            |         |            |  |

| Australien           |
| Meister Australien   |
| Vierte Meisterschaft |

## Abschlussplatzierung
| Rang | Mannschaft |
| ---- | ---------- |
| 1    | Australien |
| 2    | Neuseeland |

Australien qualifizierte sich durch den 2:0-Erfolg für die Basketball-Weltmeisterschaft der Damen 1986 in der Sowjetunion.